# Åke Lindman
Pour les articles homonymes, voir Lindman.
Åke Leonard Järvinen dit Åke Lindman, né le 11 janvier 1928 à Helsinki et mort le 3 mars 2009 à Espoo, est un acteur et réalisateur finlandais, ayant auparavant été footballeur.

## Biographie
Il participe aux Jeux olympiques d'été de 1952 avec la sélection finlandaise.

## Filmographie
acteur
- 1955 : Soldat inconnu (Tuntematon sotilas) d'Edvin Laine : caporal Lehto
- 1958 : Damen i svart d'Arne Mattsson : David Frohm
- 1961: Le Garçon dans l'arbre (Pojken I Tradet)

réalisateur
- 2007 : Tali-Ihantala 1944

## Prix et récompenses
- Jussi-béton pour l'œuvre d'une vie, 2008